# Eloy (calciatore)
Eloy Edu Nkene, meglio noto come Eloy (Ebebiyín, 16 marzo 1985), è un ex calciatore equatoguineano, di ruolo difensore.

## Carriera

### Club
Con l'eccezione di due stagioni nella massima serie maltese (complessive 18 presenze e una rete con le maglie di St. Andrews e Tarxien Rainbows) ha sempre giocato nelle serie minori spagnole, tra la quarta e la quinta divisione.

### Nazionale
Tra il 2015 e il 2016 ha giocato quattro partite in nazionale, due delle quali valevoli per le qualificazioni alla Coppa d'Africa 2017.

## Statistiche

### Cronologia presenze e reti in nazionale
| Cronologia completa delle presenze e delle reti in nazionale ― Guinea Equatoriale | Cronologia completa delle presenze e delle reti in nazionale ― Guinea Equatoriale | Cronologia completa delle presenze e delle reti in nazionale ― Guinea Equatoriale | Cronologia completa delle presenze e delle reti in nazionale ― Guinea Equatoriale | Cronologia completa delle presenze e delle reti in nazionale ― Guinea Equatoriale | Cronologia completa delle presenze e delle reti in nazionale ― Guinea Equatoriale | Cronologia completa delle presenze e delle reti in nazionale ― Guinea Equatoriale | Cronologia completa delle presenze e delle reti in nazionale ― Guinea Equatoriale |
| Data                                                                              | Città                                                                             | In casa                                                                           | Risultato                                                                         | Ospiti                                                                            | Competizione                                                                      | Reti                                                                              | Note                                                                              |
| --------------------------------------------------------------------------------- | --------------------------------------------------------------------------------- | --------------------------------------------------------------------------------- | --------------------------------------------------------------------------------- | --------------------------------------------------------------------------------- | --------------------------------------------------------------------------------- | --------------------------------------------------------------------------------- | --------------------------------------------------------------------------------- |
| 10-10-2015                                                                        | Pristina                                                                          | Kosovo                                                                            | 2 – 0                                                                             | Guinea Equatoriale                                                                | Amichevole                                                                        | -                                                                                 | 62’                                                                               |
| 25-3-2016                                                                         | Bamako                                                                            | Mali                                                                              | 1 – 0                                                                             | Guinea Equatoriale                                                                | Qual. Coppa d'Africa 2017                                                         | -                                                                                 | 85’                                                                               |
| 28-3-2016                                                                         | Malabo                                                                            | Guinea Equatoriale                                                                | 0 – 1                                                                             | Mali                                                                              | Qual. Coppa d'Africa 2017                                                         | -                                                                                 |                                                                                   |
| 11-10-2016                                                                        | Beirut                                                                            | Libano                                                                            | 1 – 1                                                                             | Guinea Equatoriale                                                                | Amichevole                                                                        | -                                                                                 | 81’                                                                               |
| Totale                                                                            |                                                                                   | Presenze                                                                          | 4                                                                                 |                                                                                   | Reti                                                                              | 0                                                                                 |                                                                                   |